# Batman vs. Teenage Mutant Ninja Turtles
Batman vs Teenage Mutant Ninja Turtles é um filme de animação para a televisão produzido pela DC Entertainment, Nickelodeon e Warner Bros. Animation em 2019. O filme é um crossover entre as Tartarugas Ninja e Batman.

## Sinopse
As Tartarugas Ninja vão a Gotham City investigar uma aliança entre o Clã do Pé e a Liga dos Assassinos. Lá, elas se deparam com Batman e, após colocarem suas diferenças de lado, se unem para deter os vilões e salvar a cidade.

## Elenco
- Troy Baker: Batman e Coringa
- Eric Bauza: Leonardo
- Darren Criss: Raphael
- Baron Vaughn: Donatello
- Kyle Mooney: Michelangelo
- Ben Giroux: Damian Wayne / Robin
- Rachel Bloom: Barbara Gordon / Batgirl
- Brian George: Alfred Pennyworth
- Jim Meskimen: Comissário Gordon e Dr. Jonathan Crane / Espantalho
- Andrew Kishino: Oroku Saki / Shredder
- Cas Anvar: Ra's al Ghul
- Keith Ferguson: Dr. Baxter Stockman e Harvey Dent / Duas Caras
- Tom Kenny: Oswald Cobblepot/Pinguim
- Tara Strong: Dr. Harleen Quinzel / Arlequina, Dr. Pamela Isley / Hera Venenosa
- John DiMaggio: Dr. Victor Fries / Sr. Frio
- Carlos Alazraqui: Bane

## Recepção
Batman vs Teenage Mutant Ninja Turtles tem 100% de aprovação, baseado em 13 análises, no site Rotten Tomatoes.